# Escut tèrmic

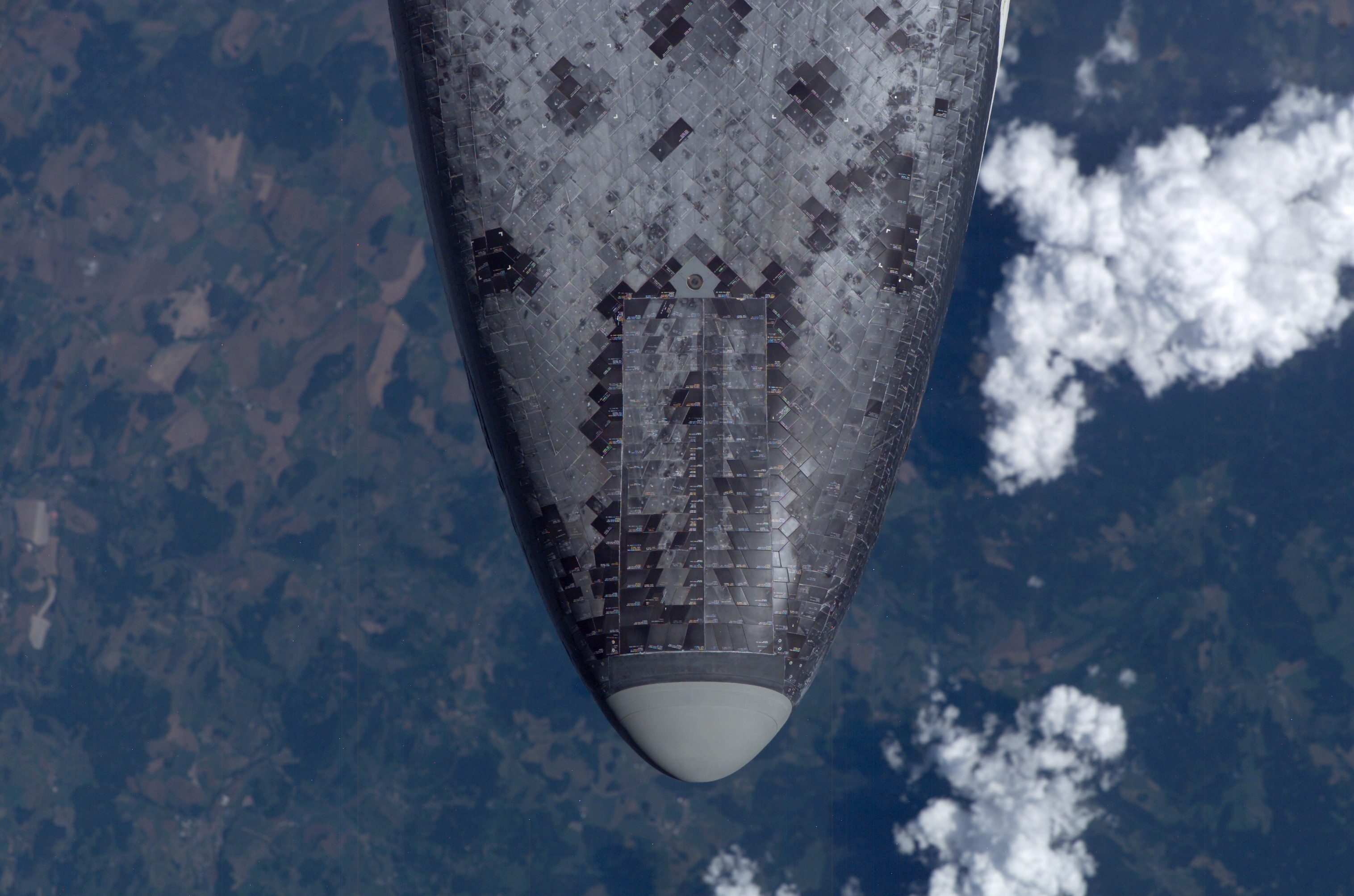
L'escut tèrmic del transbordador espacial, mostrant les rajoles de ceràmica i panells de carboni reforçat que el constitueixen.

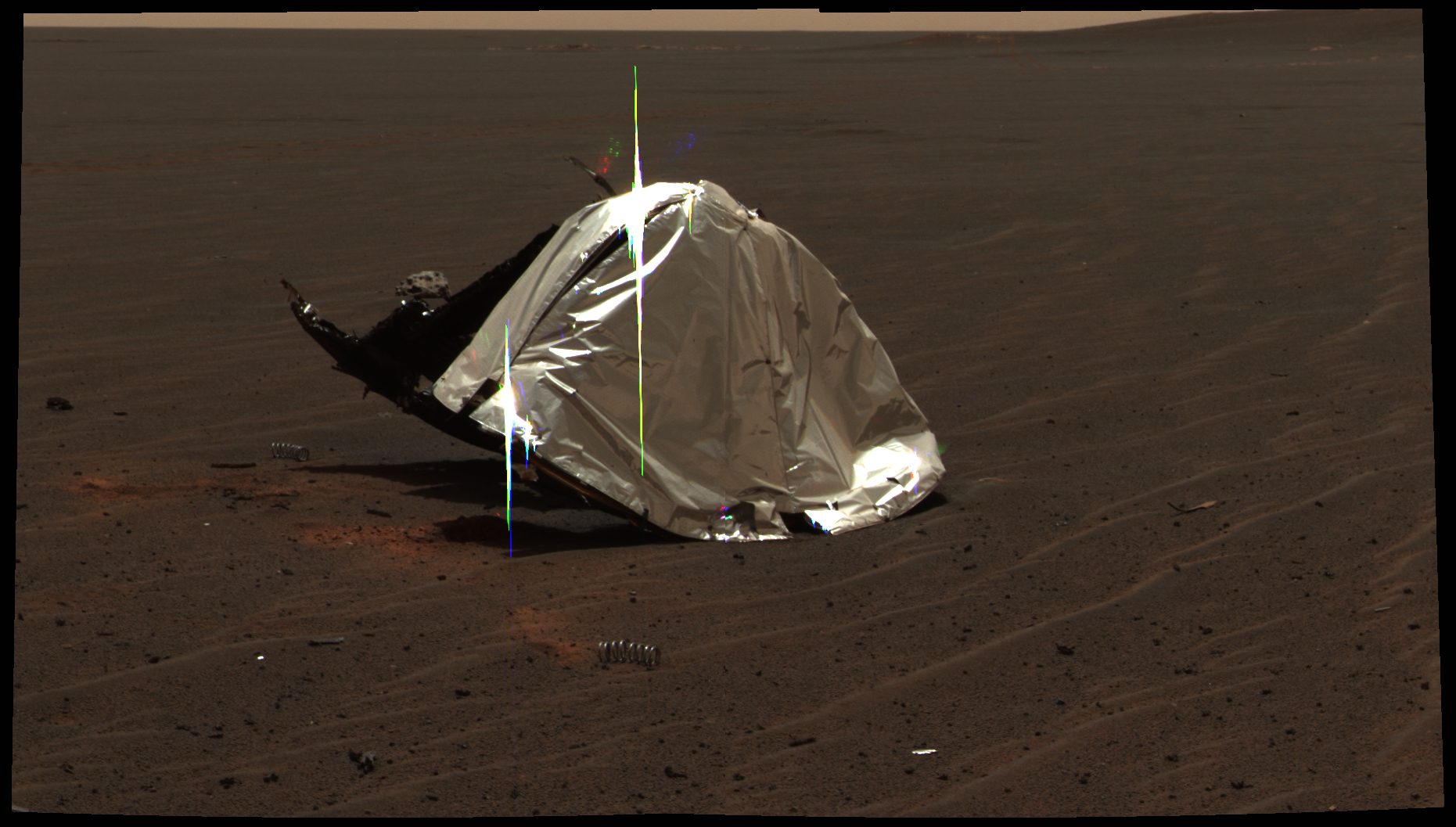
Escut tèrmic descartat de l'Opportunity a Mart. Està invertit per haver impactat contra el terra.

En aeronàutica, un escut tèrmic és la capa protectora d'una nau espacial o míssil balístic que està dissenyada per protegir-los de les altes temperatures produïdes pel fregament amb les capes altes de l'atmosfera durant la seva reentrada des de l'espai. També és considerat necessari en el disseny d'un avió d'alta velocitat.

## Forma
H. Julian Allen del National Advisory Committee for Aeronautics (Comité Nacional Assessor d'Aeronàutica) descobrí el 1952 que la "forma de plat" feia més efectiu l'escut tèrmic. Aquesta forma incrementa la resistència i crea una ona expansiva davant de la nau espacial causada pel xoc amb l'atmosfera, desviant la calor lluny de la nau. Tanmateix, l'aire contingut entre l'escut tèrmic i l'ona expansiva està sotmès a altes pressions, que converteixen el gas en un Plasma (estat de la matèria) plasma molt calent. La calor que genera el plasma ha de ser dissipada pel material del qual està fet l'escut tèrmic.

## Escuts tèrmics d'un sol ús
És el tipus d'escut tèrmic més simple i barat, dissipa la calor produïda pel plasma permetent-ne la vaporització de les capes externes. Així, aquests escuts es desgastaven amb la reentrada a l'atmosfera, quedant inutilitzables per usos posteriors.
Totes les naus espacials primitives tret de les primeres càpsules del Projecte Mercury (que eren suborbitals) utilitzaven tecnologies d'un sol ús per ajudar en la transició de les altes velocitats orbitals als règims aeronàutics on les naus poden volar, com ho fan els actuals transbordadors espacials o desplegar paracaigudes per aterrar, com es feia amb les càpsules espacials dels programes  Mercury o Apollo.
Així, els escuts tèrmics són utilitzats pràcticament per totes les naus espacials i en molts dels míssils balístics, en els que no importa si l'escut tèrmic pot suportar una segona reentrada.

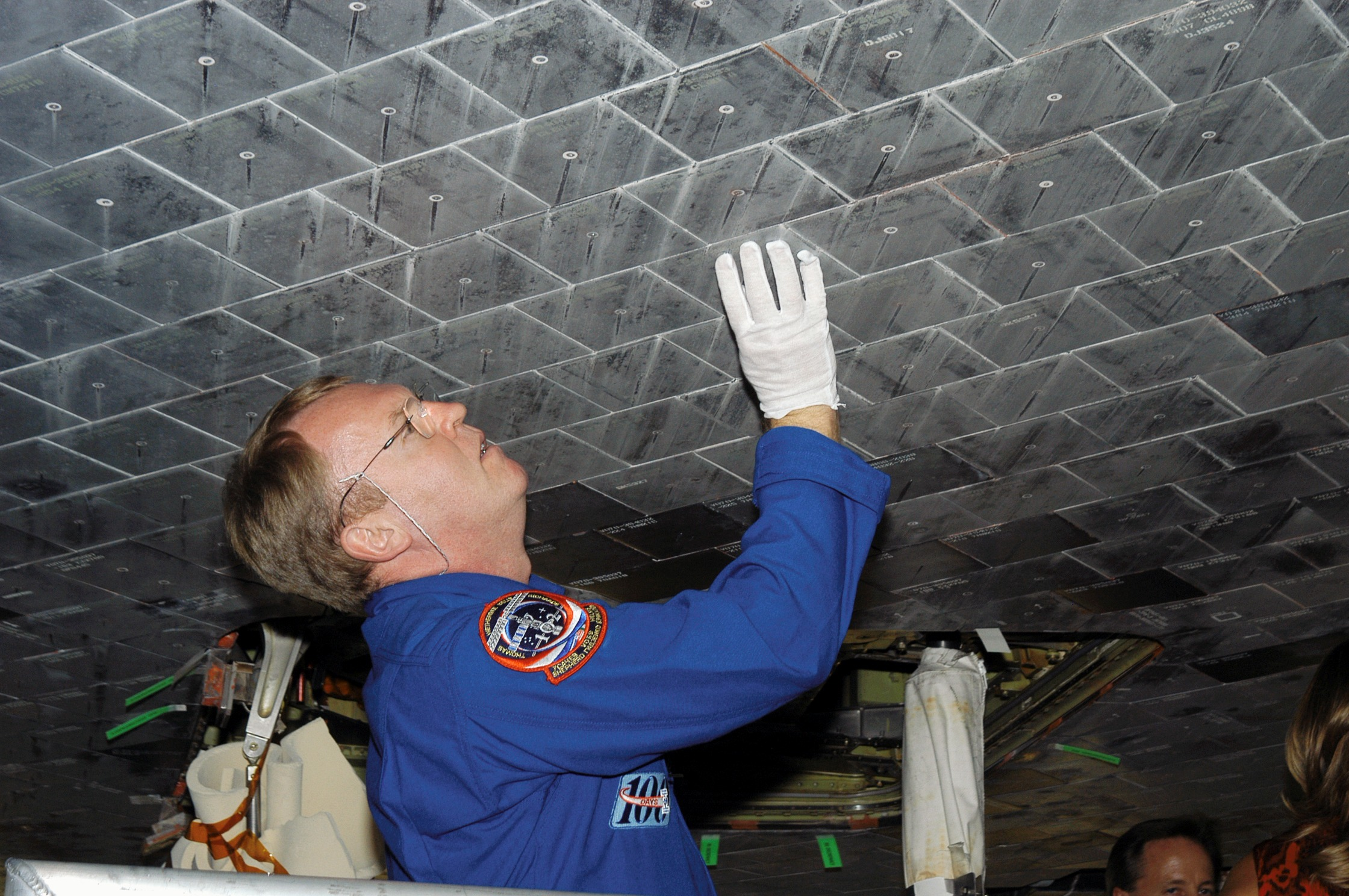
L'astronauta Andrew S. W. Thomas dona un cop d'ull a la part inferior del transbordador espacial Atlantis al Centre Espacial Kennedy.

## Escuts tèrmics reutilitzables
Quan fou dissenyat el sistema de transbordador espacial, es decidí que l'ús d'escut tèrmics d'un sol ús no era un enfocament eficaç. En canvi, els transbordadors espacials estan coberts a la part inferior per milers de rajoles ceràmiques (HRSI High-temperature Reusable Surface Insulation, que significa «aïllament reutilitzable de superfície d'altes temperatures») dissenyades per suportar múltiples reentrades únicament amb petites reparacions entre missions. Tanmateix, es demostrà que el disseny original era una mica menys robust del que es pensava; el transbordador patia freqüents pèrdues i danys d'aquestes rajoles. L'accident que dugué a la destrucció del transbordador Columbia al febrer del 2003 fou atribuït al despreniment d'un tros d'escuma aïllant del tanc extern, que impactà amb la part inferior de l'ala esquerra provocant danys a les rajoles de protecció tèrmica prop del tren d'aterratge.

## Refredament passiu
En alguns míssils balístics i a la càpsula espacial Mercury s'utilitzaren dissipadors de calor per alleujar l'escalfament produït pel plasma. Tanmateix la tècnica requeria una considerable quantitat de metall, afegint per tant molt pes a l'aparell. Per això, el seu ús és poc comú.
Alguns avions d'alta velocitat, com l'SR-71 Blackbird i el Concorde, tracten el problema de l'escalfament de forma similar a com el pateixen les naus espacials però amb menor intensitat. L'ona expansiva afecta el morro de l'avió i l'escalfa per la compressió que pateix l'aire al seu voltant en aproximar-se a la barrera del so. Generalment la calor és conduïda a través de superfícies d'aliatges d'alumini o titani, o a vegades d'acer inoxidable. En el cas del Concorde el morro pot assolir una temperatura d'operació màxima de 127 °C, 180 °C més calent que l'aire extern.

## Refredament actiu
En diversos avenços sobre naus espacials reutilitzables i disseny d'avions hipersònics s'ha proposat recentment l'ús d'escuts tèrmics fets d'aliatges resistents a la calor, alguns d'aquests inclouen sistemes en els que l'aigua o combustible criogènic circulen sobre o a través d'ells per refredar-los.

## Temperatures
La temperatura a la qual arriba normalment la nau en penetrar a l'atmosfera és d'uns 1.500 °C.
Les temperatures assolides a les reentrades més violentes (14.000 °C) patides per una nau espacial foren suportades per la sonda atmosfèrica que portava la nau Galileo, que penetrà a l'atmosfera de Júpiter a 106.000 milles/h (47,4 km/s). L'escut tèrmic estava fet de carboni-fenòlic i constituïa al voltant del 50% de la massa de la sonda abans de la reentrada.